# Telefilm
El telefilm és una pel·lícula destinada a una difusió televisada. Produït pels estudis de televisió i no pels estudis de cinema, el telefilm té una durada superior a una hora. Explica una història completa i es basta a ell mateix, per oposició al fulletó o a la sèrie de televisió, que són difoses en diverses parts o episodis.
Els telefilms són generalment rodats en vídeo -digital- encara que alguns telefilms hagin estat rodats sobre pel·lícula fotogràfica clàssica. El format de difusió és generalment el de la pantalla de televisió, és a dir l'1,33:1 (que correspon a les pantalles 4/3) i el 16/9. Per a certs telefilms, han estat posats a disposició mitjans colossals, tant financers com materials, són verdaderes superproduccions, sovint coproduïdes per diversos països. No es poden doncs sempre considerar els telefilms com obres secundàries, pel que fa als mitjans.
A Catalunya, la Televisió de Catalunya ha produït alguns telefilms, com per exemple, Quin curs, el meu tercer.

## Telefilm i cinema
Encara que continuï sent excepcional, alguns telefilms són explotats en sales de cinema, a conseqüència de l'èxit suscitat per la seva difusió inicial sobre petita pantalla :
- 1971: Duel, de Steven Spielberg, a ABC
- 1979: Buck Rogers, de Daniel Haller, a NBC
- 1979: The Jericho Mile, de Michael Mann, a ABC
- 1994: Les Roseaux sauvages i L'Eau froide, a Arte
- 2005: Nuit noire 17 octobre 1961, d'Alain Tasma, a Canal+

Altres, com Elephant, van ser produïdes per cadenes de TV per la televisió, però finalment van estrenar-se en sales.